# 완자이역
이 문서의 광둥어 명칭 ("완자이")은 위키백과 자체의 광둥어 표기법을 따른 것입니다. 따라서 통용 표기법과는 다를 수 있습니다.
완자이역 (중국어 정체자: 灣仔, Wan Chai)은 홍콩 지하철 공도선의 역이다. 역 상징색은 라임그린색이다. 홍콩섬 북부 완자이 일대를 지나며, 중사이구와 둥구를 잇는 주요 도로인 헤네시로 (Hennessy Road) 지하에 자리잡고 있다.
홍콩섬의 주요 도심인 완자이와 중앙업무지구에 위치한 유일한 지하철역이기 때문에, 완자이역을 이용하는 지역주민과 출퇴근 승객의 규모가 엄청난 편이다. 2013년 홍콩 정부에서 발간한 《우리 철도의 미래》 (Our Future Railway)라는 보고서에 따르면 완자이에서 코즈웨이베이 사이를 지나는 열차의 평균혼잡도는 71%에 이르는 것으로 조사되었다. 이 같은 혼잡도는 설상 배차 증설이 이뤄지더라도 최소한 2031년까지는 크게 낮아지지 않을 것으로 예상되었다.

## 역사
사우던 여락장 (Southorn Playground)이라고 하는 지역 공원 지하에 지어졌으며, 1985년 5월 31일 공도선 개통과 함께 문을 열었다. 당시 베이시 솔탱크-드러게이지스 (Bachy Soletanche–Dragages) 합작회사가 공사를 맡았다. 1999년에는 완자이 남쪽으로의 접근이 불편한 데 따른 수요 증가로 출구 두 개가 새로 뚫렸다.
2017년 12월 22일 D출구가 새로 뚫려 일반에 공개되었다. D출구는 사우던 여락장과 존스턴로 지하를 지나 리퉁가 재개발구역의 지하몰로 연결된다. 당초 완자이역 A3번 출구와 존스턴로 횡단보도에 인파가 많이 몰리던 문제를 어느정도 해소해 줄 것으로 기대되었다.

## 역 구조
| U1        | 보행교                       | 오브라이언로를 따라 완자이박까지 연결되는 보행로 (입경사무대루, 센트럴 플라자, 홍콩 컨벤션 센터, 완자이 부두) |
| G         | 지상층                       | 출구 |
| L1        | 대합실                       | 고객센터, MTR샵                                                                                               |
| L1        | 대합실                       | 항셍은행, 자판기, ATM                                                                                         |
| L1        | 대합실                       | 옥토퍼스 카드 발급기                                                                                          |
| L3 승강장 | 승강장 1                     | → 공도선 차이완 방면 (코즈웨이베이) →                                                                         |
| L3 승강장 | 상대식 승강장, 오른쪽문 열림 | |
| L3 승강장 | 하층 대합실                  | 고객센터 |
| L3 승강장 | 하층 대합실                  | i센터 (인터넷 서비스)                                                                                         |
| L5 승강장 | 승강장 2                     | ← 공도선 케네디타운 방면 (감중 / 애드미럴티)                                                                  |
| L5 승강장 | 상대식 승강장, 왼쪽문 열림   | |

완자이역의 승강장은 복층 구조로 되어 있으며, 1번 승강장 위에 2번 승강장이 얹힌 구조이다.

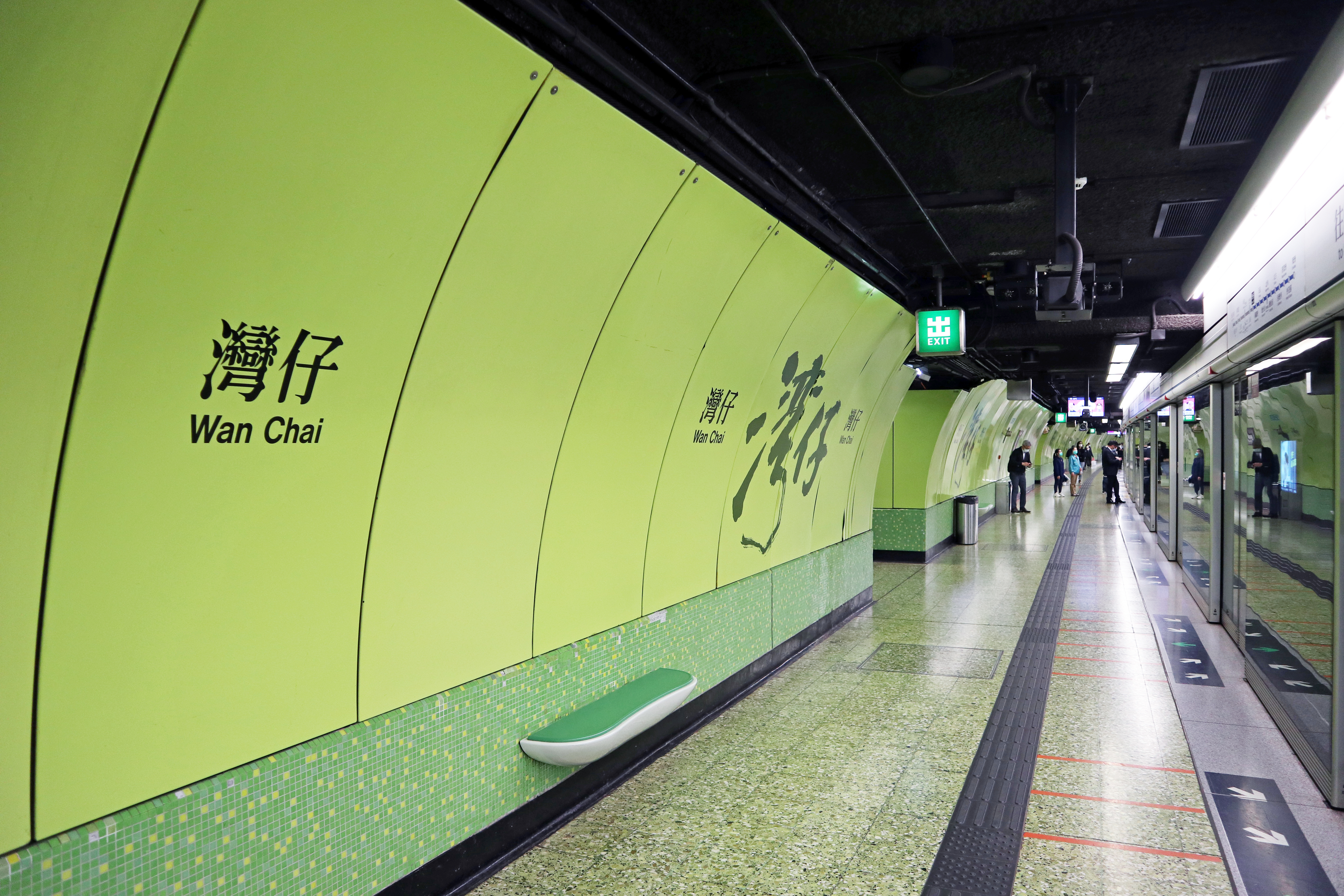
1번 승강장의 모습

역내 수용규모가 크고, 역세권 역시 완자이라고 하는 사무지구이자 관광명소, 정부청사, 외국대사관, 기관 등이 밀집한 도심이기 때문에 개찰구만 세 곳에, 개찰기도 50개 넘게 설치되어 있다. 개찰구의 경우에는 대합실에 두 곳, 승강장 층에 한 곳 설치되어 있다. 출구 역시 총 9개에 달하며 그 중 세 개는 통행 불편에 따른 수요 증가로 각각 1999년, 2017년에 새로 뚫린 것이다. 또한 역 지상의 헤네시로 쪽 출구로 나아가면 보행자 전용다리가 설치되어 오브라이언로를 따라 홍콩 컨벤션 센터, 입경사무대루 (홍콩 입경사무처 청사), 스타페리 부두 (완자이 부두)로 향할 수 있다.
한때 동쪽 코즈웨이베이역 방면 열차가 완자이역에 진입할 시 터널 벽면에 움직이는 광고가 설치된 적이 있었다. 터널 길이를 따라 수백 개의 연이은 패널 광고가 슬라이드쇼 형식으로 설치된 것으로 열차가 다음 역으로 출발할 때 승객들이 움직이는 광고를 볼 수 있도록 하였다.

### 출구
현재 완자이역에는 9개의 출구가 있는데 A5 출구는 오브리언 도로(柯布連道) 보행자 교량과 완자이 북행 보행자 교량 시스템으로 연결되며, D출구는 리퉁가 상가창고로 연결된다.
| 출구                                             | 지시                                    | 사진 | 출구 인근 |
| ------------------------------------------------ | --------------------------------------- | ---- | --- |
| 出口 · A · 1                                     | 록허트로(駱克道)                        |      | 록허트로, AXA 센터, 에버브라이트 센터, 글로스터로, 노보텔 센추리 홍콩 호텔, 시우응온 센터, 윅사우 빌딩 |
| 出口 · A · 2                                     | 록허트로(駱克道)                        |      | 홍콩 프랑스 문화협회, 중국인수 빌딩, 홍콩 운송물류학회, 헤네시로, 염정공서, 록허트로 시정빌딩 |
| 出口 · A · 3                                     | 존스턴 도로(莊士敦道)                   |      | 존스턴로, 동만기지, 홍콩 유락장협회 사우던 체육관, 호텔 인디고 홍콩 아일랜드, 럿던지 병원/당시우긴 병원, 사우던 화원, 다이야우 빌딩/광장, 타이윈가(완구) |
| 出口 · A · 4                                     | 헤네시 도로(軒尼詩道)                   |      | 헤네시로, 잡싱 센터, 항상 완자이 빌딩, 다이퉁 빌딩, 다이입 빌딩, The Hennessy, 완자이 컴퓨터 도시 |
| 出口 · A · 5                                     | 홍콩 컨벤션 전시센터 (香港會議展覽中心) |      | 홍콩 컨벤션 전시센터, 홍콩 애니메이션 워터파크(香港動漫海濱樂園), 센트럴 플라자／중국자원 빌딩(華潤大廈), 골든 보히니아 광장, 그랜드 하얏트, 그레이트 이글 센터／하버 센터, 입국사무청사, 세무청사, 르네상스 호텔, 수이온 센터, 하버뷰, 완자이 타워, 국제전시센터역 월요일~금요일(공휴일 제외) 오전 08:15-09:30 개방, 하차전용 |
| 出口 · B · 1                                     | 사우던 구장 (修頓球場)                  |      | 중국여행사, 윈저공 사회복무 빌딩, 완자이 엠파이어 호텔, 가족계획지도회, 헤니시 도로, 홍콩 완자이 큐 그린 호텔, 루어드 도로, 상하이 실업빌딩, 사우던 센터, 사우던 구장 |
| 出口 · B · 2                                     | 사우던 구장 (修頓球場)                  |      | 존스턴 도로(莊士敦道) |
| 出口 · C                                         | 록허트로(駱克道)                        |      | 록허트로, 레이람 빌딩, 홍콩 소년소녀 클럽협회, 중국 에버그란데 센터, 둥싱 빌딩, 바틴 상업센터, 룩쿽 호텔, 하쿡 빌딩, 홍콩 연예학원, 홍콩 아트센터, 경찰본부, 와메이윗호이 호텔(華美粵海酒店) |
| 出口 · D                                         | 리퉁가(利東街)                          |      | 리퉁가, 하문가, GARDENEast, 호프웰 센터, QRE Plaza, 퀸즈 대로 동(皇后大道東), 천윈가, 더 애비뉴, 우중 빌딩, 스타크레스트, 세인트프랜시스가, 세인트프랜시스 야드(進教圍), 얏가(日街), 윗가(月街), 싱가(星街), 세인트프란시스 카노시안 대학교                                                                                    |
| 아이콘 설명: 시각 장애인 안내 경로 \| 엘리베이터 |                                         |      | |